# Paul Harmsworth
Paul Harmsworth (Ealing, Reino Unido, 28 de septiembre de 1963) es un atleta británico retirado especializado en la prueba de 400 m, en la que consiguió ser medallista de bronce europeo en pista cubierta en 1987.

## Carrera deportiva
En el Campeonato Europeo de Atletismo en Pista Cubierta de 1987 ganó la medalla de bronce en los 400 metros, con un tiempo de 46.92 segundos, tras su paisano británico Todd Bennett  y el búlgaro Momchil Kharizanov.